# Josef Böhm (Politiker, 1865)

Josef Böhm

Josef Böhm (* 6. Mai 1865 in Landshut; † 14. März 1929 in München) war ein deutscher Bankier und Politiker (BVP).

## Leben und Wirken
Nach dem Besuch der Kreisrealschule in Landshut wurde Böhm an verschiedenen Banken des In- und Auslandes zum Bankkaufmann ausgebildet. Anschließend übernahm er das in Landshut und Regensburg niedergelassene Bankhaus seiner Eltern, das Bankhaus Adolf Böhm. Er leitete das Institut bis zu dessen Übergang in die Bayerische Vereinsbank München im Jahr 1899, in deren Direktorium er aufgenommen wurde. Im November 1917 verließ Böhm die Vereinsbank, um die Leitung der Münchener Filiale der Deutschen Bank zu übernehmen.
Nach dem Ersten Weltkrieg wurde Böhm Mitglied der Bayerischen Volkspartei (BVP). Für diese saß er von Juni 1920 bis Juni 1924 als Abgeordneter im ersten Reichstag der Weimarer Republik.
Böhm war ferner Mitglied des Aufsichtsrates der Maximilianshütte in Rosenberg, der Bayerischen Notenbank, der Bayerischen Braunkohlenindustrie AG in Schwandorf, der Bayerischen Lloyd Schiffahrts-AG in Regensburg und der Bayerischen Stickstoffwerke AG in München. In seiner Landshuter Heimat war er zudem Mitglied des Magistrates.